# ۶٬۲-لوتیدین
۶،۲-لوتیدین (به انگلیسی: 2,6-Lutidine) با فرمول شیمیایی C۷H۹N یک ترکیب شیمیایی با شناسه پاب‌کم ۷۹۳۷ است. که جرم مولی آن 107.153 g/mol می‌باشد. شکل ظاهری این ترکیب، مایع روغنی شفاف است.